# 伯咄靺鞨

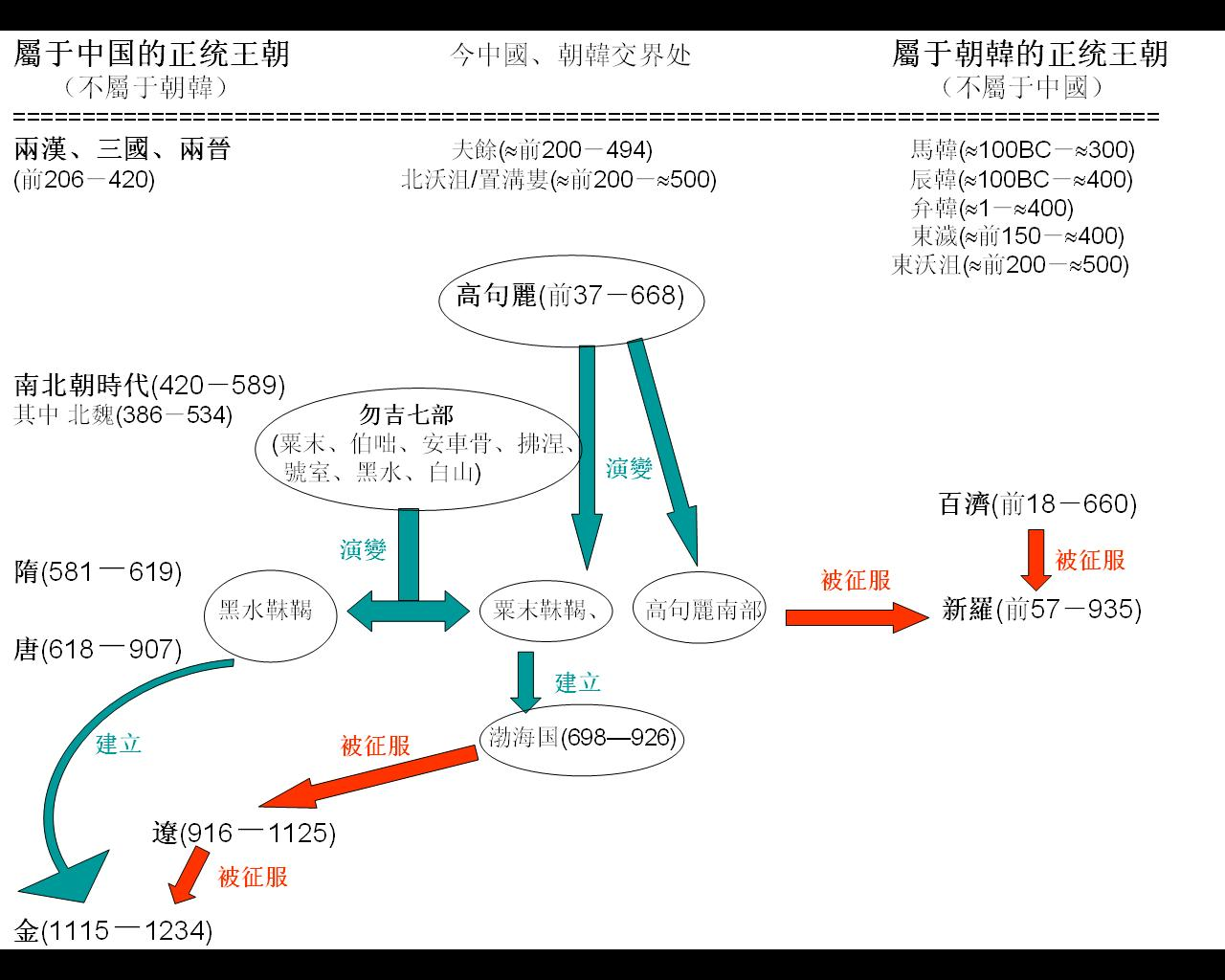
勿吉七部（靺鞨七部）の民族系統。勿吉七部（靺鞨七部）の粟末靺鞨の系統が渤海国に発展し、勿吉七部（靺鞨七部）の黒水靺鞨の系統が金に発展している。

伯咄靺鞨（はくとつまっかつ）は、6世紀後半から中国東北部の松花江流域を中心に、北は黒竜江中・下流域、東はウスリー川流域、南は朝鮮半島北部に勢力を振るったツングース系諸族である靺鞨の一派。粟末靺鞨の北方に居住しており、松花江の曲折部、現在の吉林省扶余市付近が中心と考えられている。扶余は清代には「伯都訥」と呼ばれたが、「伯都訥」は「伯咄」と同音である。